# Sheena – Königin des Dschungels (Film)
Sheena – Königin des Dschungels ist ein Abenteuerfilm von John Guillermin. Er basiert auf der erfolgreichen gleichnamigen Comicserie der Zeichner Will Eisner und Jerry Iger, die zwischen 1938 und 1953 erschienen ist und insgesamt 186 Ausgaben umfasste. Sheena hieß dort eigentlich Janet Ames und war das Gegenstück zu Tarzan, ein weißes Mädchen, das von „wilden“ Menschen eines afrikanischen Stammes erzogen wurde. Sie lehrten sie kämpfen, jagen und schamanische Rituale feiern. Die Comic-Heldin war wild und unbezähmbar – so triumphierte sie über Löwen, Panther, Leoparden und tobsüchtig gewordene Elefanten. Sie legte den bösen Weißen, die in ihr Reich eindrangen, das Handwerk, während ihr Freund Bob in jede denkbare Bredouille geriet und ihrem heldenhaften Tun stets nur voller Bewunderung zusehen konnte. Sheena zeigt Tatkraft, Initiative und Mut – und dominiert somit die Männer, anstatt hilflos auf einen Helden zu warten.
Neben dem Spielfilm existiert auch eine 26-teilige Schwarzweiß-Serie von 1955/1956 mit Irish McCalla sowie eine 35-teilige Fernsehserie aus dem Jahr 2000 mit Gena Lee Nolin. Außerdem wurde Sheena Titelheldin einer Serie des Pulp-Magazins, die in den Vereinigten Staaten zwischen 1951 und 1954 erschien.

## Handlung
Zwei Wissenschaftler reisen mit ihrer kleinen Tochter nach Afrika, um den Heiligen Sand, ein magisches Relikt, zu untersuchen. Die beiden verunglücken tödlich in einer Felsgrotte, und ihre kleine Tochter wird so zur Waise. Eine Schamanin nimmt sich der kleinen Janet an und erzieht sie. In der jungen Frau sieht sie schon bald die prophezeite „Sheena, Königin des Dschungels“.
Als sich die Schamanin eines Tages an König Jabalanis wenden will, um für ihren Stamm der Sambuli Hilfe zu erbitten, wird sie in ein Attentat verwickelt. Man nimmt sie sofort in Gewahrsam, da man in ihr eine Verschwörerin sieht. Der Mordanschlag wurde jedoch von den Reportern Vic Casey und Fletcher beobachtet, die das Geschehen gefilmt haben und die Schamanin dadurch entlasten können. Als sie tätig werden wollen, befreit Sheena auf einem Zebra reitend die Schamanin, die kurze Zeit später stirbt.
Fortan werden die Reporter und Sheena von Prinz Otwani, der hinter dem Mordanschlag steckt, gejagt. Dieser heuert Söldner an, um die drei unschädlich zu machen. Dabei brennen sie das Dorf der Sambuli nieder, ehe sie Sheena, Vic und Fletch gefangen nehmen. Sheena, die mit Tieren kommunizieren kann, gelingt es bald, die Söldner unschädlich zu machen, indem sie Vögel zu Hilfe ruft. Als schließlich alle Söldner vertrieben sind, liegen sich Sheena und Vic, die sich inzwischen näher gekommen sind, in den Armen.

## Kritik
„Ein recht aufwendig inszenierter Abenteuerfilm, in dessen lächerlich-dummer Geschichte jedoch nur die Tierszenen fesseln.“

## Auszeichnungen
Goldene Himbeere 1985
- Nominierung in der Kategorie Schlechtester Film
- Nominierung in der Kategorie Schlechtestes Drehbuch
- Nominierung in der Kategorie Schlechteste Regie
- Nominierung für Tanya Roberts in der Kategorie Schlechteste Schauspielerin